# Desde la Villa salvaje
Desde la Villa salvaje es el álbum de estudio debut del cantante peruano MC Francia. Fue publicado el 1 de enero de 2006. El título fue inspirado en el distrito de nacimiento del artista, Villa El Salvador. Tomó alrededor de cinco años en producción.

## Lista de canciones
Todas las canciones escritas y compuestas por Alexander Guzmán. 
| N.º | Título                                                     | Productor(es)                                | Duración |  |
| 1.  | «Intro»                                                    | Lalo Paredes                                 | 1:31     |  |
| 2.  | «Boom»                                                     | Lalo Paredes                                 | 3:26     |  |
| 3.  | «Tiéntala»                                                 | Lalo Paredes                                 | 3:28     |  |
| 4.  | «Gitana» (bonus track)                                     | Lalo Paredes                                 | 3:53     |  |
| 5.  | «Candela»                                                  | Lalo Paredes                                 | 3:00     |  |
| 6.  | «Dale mami»                                                | Lalo Paredes                                 | 3:14     |  |
| 7.  | «Oa»                                                       | Lalo Paredes                                 | 3:41     |  |
| 8.  | «Ven acércate»                                             | Lalo Paredes                                 | 3:19     |  |
| 9.  | «ZaZaZa» (con Climax)                                      | Lalo Paredes                                 | 4:01     |  |
| 10. | «Bandido»                                                  | Lalo Paredes                                 | 3:02     |  |
| 11. | «Viento y arena»                                           | Lalo Paredes                                 | 3:03     |  |
| 12. | «Falsa y traicionera» (con Los Conquistadores de la Salsa) | Lalo Paredes, Los Conquistadores de la Salsa | 3:42     |  |

## Recepción
Alrededor de cinco mil copias del disco fueron vendidas, convirtiendo a MC Francia en el artista peruano del género con más ventas discográficas. En 2006 consiguió la postulación del videoclip de la canción «Gitana» a las listas de Ritmo Son Latino, y el programa JAMZ de HTV. En 2007, fue prenominado a los Premios Orgullosamente Latino 2006 como «disco latino del año» y certificado con un disco de oro por la disquera TDV.